# Soy Gina
Soy Gina fue una telenovela argentina emitida por Canal 13 desde 1992 hasta 1993. Protagonizada por Luisa Kuliok y Jorge Martínez. Coprotagonizada por Gustavo Garzón, Margarita Ross, Gabriel Corrado, Lita Soriano, Mónica Santibáñez, Liria Marín y Millie Stegman. También, contó con las actuaciones especiales de Aldo Barbero y las primeras actrices María Rosa Gallo, Ana María Campoy e Hilda Bernard. Y las participaciones de Alicia Aller, Víctor Bruno, Javier Drogo, Raúl Filippi, Niní Gambier, Edward Nutkiewicz y Nya Quesada como actores invitados.

## Trama
La historia comienza cuando, superados todos los conflictos, Gina (Luisa Kuliok) y Marcelo (Jorge Martínez) se aprestan a casarse. Gina parece contrariada por una idea: el Papa le ha dispensado sus votos, pero su conciencia la lleva a preguntarse si también Dios lo ha hecho.
Después del casamiento civil se dirigen a Italia donde el casamiento eclesiástico tendrá lugar en Roma, pero, durante el viaje, sobreviene la tragedia: el lujoso trasatlántico naufraga y el destino los vuelve a separar. La noche del terrible naufragio no sólo marca el inicio de la separación de Gina y Marcelo: Otra catástrofe se ensaña con los protagonistas: su adorada hija Fiamma muere en Roma al dar a luz. Aldo (Gabriel Corrado), el esposo de Fiamma, desesperado cae en una depresión que parece irreversible. 
Marcelo será rescatado, pero su vista ha sufrido imprevisibles lesiones. Por momentos su visión se nubla, por momentos se pierde. Gina, por su parte, aparece milagrosamente en la costa uruguaya con amnesia total. Rescatada por una extraña familia, víctima y a la vez victimaria de sucesos verdaderamente trágicos, vivirá azarosos momentos entre ellos: será despojada y, a la vez protegida; entregada ruinmente y, al mismo tiempo, por esa razón, salvada de un destino fatal. 
Llegará por fin (guiada por una visión acaso celestial) al lugar donde siente que deberá cumplir una visión muy concreta: rescatar a los niños de un orfanato del dolor y la desesperanza en que se encuentran sumidos debido al siniestro manejo de sus autoridades.

## Elenco[1]
- Luisa Kuliok (Gina Falcone)
- Jorge Martínez (Marcelo Ricciardi)
- Adriana Alcock (Hilda)
- Alicia Aller (Celina)
- Graciela Araujo (Ema)
- Aldo Barbero (Doménico Falcone)
- Hilda Bernard (Sor Sacramento)
- Oscar Boccia (Alonso)
- Victor Bruno (Bordenave)
- Ana María Campoy (Valeria Uboldi)
- Gabriel Corrado (Aldo Guillón)
- Javier Drogo (Nico)
- Raúl Filippi (Doctor Hohn)
- María Rosa Gallo (Sor Paulina)
- Niní Gambier (Benedicta)
- Gustavo Garzón (Carlos Uboldi)
- Lydia Lamaison (Rosa)
- Patricia Linares (Martina)
- Liria Marín (Liria)
- Jean Pierre Noher (O'Grady)
- Edward Nutkiewicz (Jorge)
- Nya Quesada (Eulalia)
- Inés Rey (Teresa)
- Margarita Ross (Virginia Ricciardi de Uboldi)
- Chela Ruíz (Alma)
- Viviana Sáez (Loretta)
- Mónica Santibáñez (Sor Beatriz)
- Lita Soriano (Gertrudis)
- Millie Stegmann (Lucía)
- Roxana Testa (Alicia)
- Henry Zakka (Padre Nolan)
- Magela Zanotta (Mercedes)

- Datos: Q21190553